# Izabela Rybicka
Izabela Maria Rybicka z domu Zatorska, ps. Topola (ur. 11 stycznia 1929 w Warszawie, zm. 28 sierpnia 2018 tamże) – żołnierz Armii Krajowej, sanitariuszka, łączniczka, powstaniec warszawski.

## Życiorys
Izabela Maria Zatorska urodziła się w Warszawie 11 stycznia 1929 r. w rodzinie Ludwika, pracownika przemysłu naftowego oraz jego żony urzędniczki. Przed wojną rozpoczęła naukę w Szkole Powszechnej im. Wandy z Posseltów Szachtmajerowej. Następnie zdała do gimnazjum (Gimnazjum i Liceum Żeńskie im. Wandy z Posseltów Szachtmajerowej), gdzie w czasie okupacji uczęszczała oficjalnie na kursy bieliźniarskie, faktycznie było to zakonspirowane regularne gimnazjum. Należała do zespołu Łosie harcerskiej XVI Warszawskiej Drużyny Żeńskiej Zielona, gdzie działała w małym sabotażu. Była zastępową. Pod koniec 1943 r. wstąpiła do zgrupowania Żywiciel. Tam, służąc jako łączniczka przenosiła różne meldunki, rozkazy, informacje, a także broń i inne przedmioty (m.in. Biuletyn Informacyjny). Przeszła również szkolenie sanitarne. Jako łączniczka dostała zadanie przekazania informacji nt. Godziny „W”. Pracowała w Harcerskiej Poczcie Polowej. Po 3 września została przeniesiona na Hożą. Tam powróciła do służby łączniczki. Ostatni meldunek złożyła płk. Franciszkowi Pfeifferowi, ps. Radwan i została przyjęta do jego plutonu łączniczek. Pluton łączniczek wyszedł z Warszawy razem z 36 Pułkiem Piechoty płk. Radwana i został wywieziony do niewoli do Stalagu XI-B (Bad Fallingbostel). Następnie trafiła do stalagu Bergen-Belsen, gdzie komendantką była por. Irena Milewska, ps. Jaga, która ukryła swój stopień, aby móc trafić do obozu razem z szeregowcami i podoficerami. Została wywieziona do Hanoweru do pracy na kolei. Tam zachorowała na szkarlatynę. Po pobycie w szpitalu, została z powrotem przewieziona do Bergen-Belsen, a po krótkim czasie do obozu Stalag VI C Oberlangen. 12 kwietnia 1945 r. obóz został wyzwolony przez 1 Dywizję gen. Stanisława Maczka. Po oswobodzeniu została przeniesiona, razem z innymi kobietami-jeńcami, do obozu Niederlangen. Następnie zgłosiła się do pracy w kantynie kompanii 1 Dywizji, gdzie pracowała przez dwa miesiące. Ponieważ była w wieku szkolnym została wysłana do Włoch do Sant Georgio, gdzie razem z innymi dziewczętami-żołnierzami miała chodzić do szkoły. Jednak transport dotarł tylko do Murnau. Tam zdała maturę. Amerykanie nie chcieli uznać dziewcząt, które tam przebywały, za żołnierzy, więc postanowiły na własną rękę dotrzeć do Sant Georgio do II Korpusu Polskiego. Po przybyciu na miejsce okazało się, że II Korpus jest ewakuowany do Anglii. 80 dziewcząt, niemających formalnie statusu żołnierzy, zostało przewiezionych do Anglii jako rodziny (narzeczone) żołnierzy II Korpusu. Pracowała w Anglii do sierpnia 1947 r., kiedy to z mężem, poznanym w Murnau, oficerem II Korpusu, zdecydowała się wrócić do Polski. 27 marca 2000 r. Prezydent RP Aleksander Kwaśniewski odznaczył ją Złotym Krzyżem Zasługi. Zmarła w dniu 28 sierpnia 2018 w Warszawie.